# Gamberk
Gamberk (deutsch Gallenberg) ist eine Burgruine in der Nähe von Zagorje ob Savi (deutsch Seger an der Sau) in Zentralslowenien. Sie steht unweit der einst bedeutenden Handelsstraße von Ljubljana über Moravče und Marija Reka in die Savinjska dolina.

## Geschichte

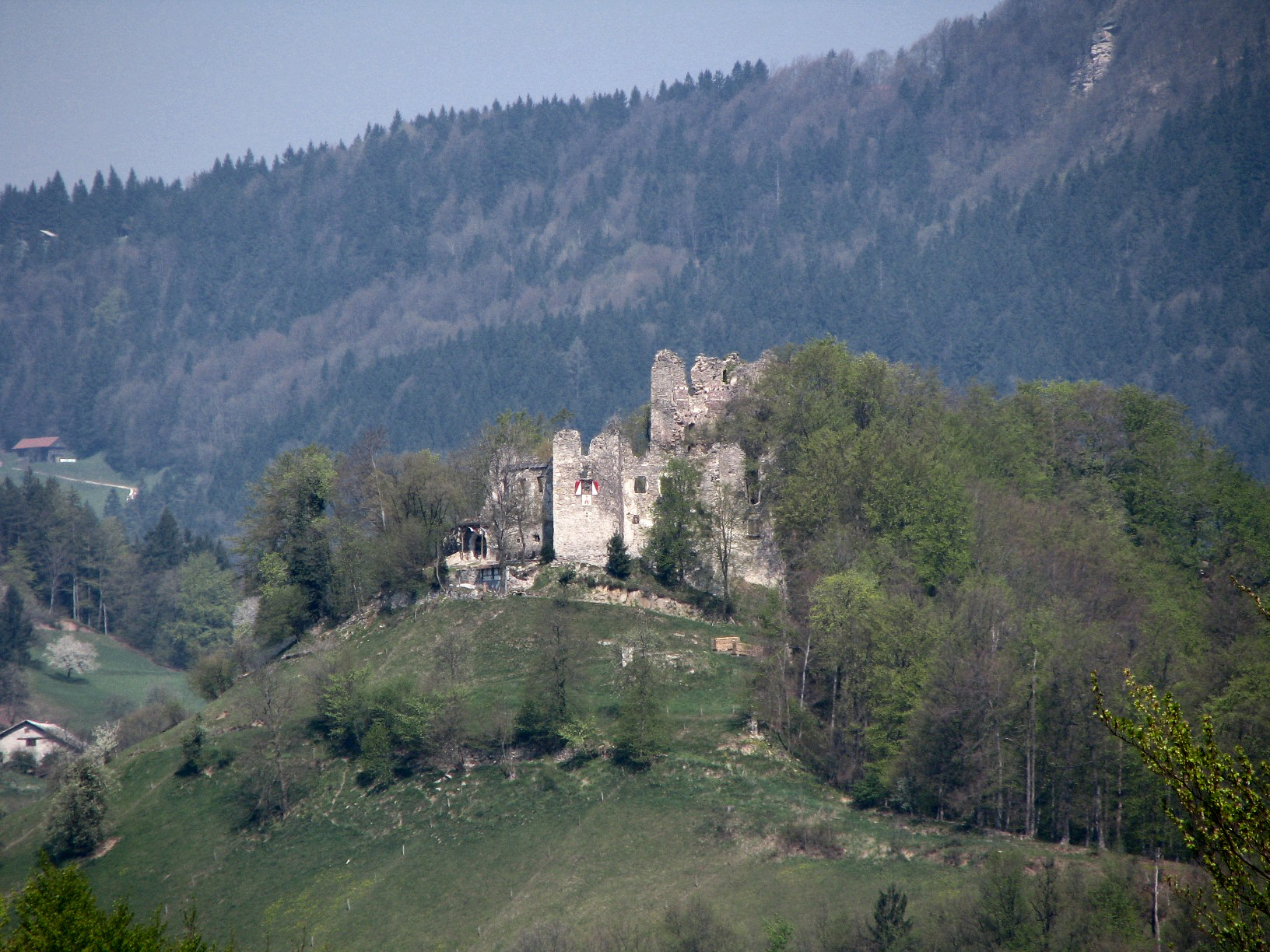
Blick auf die Ruinen der Burg Gamberk, 2009

Die wohl im späten 12. bzw. frühen 13. Jahrhundert erbaute Burg wird erstmals 1248 urkundlich erwähnt. Erbauer waren die Adelsfamilie derer von Gallenberg, die in der Krain eine bedeutende Rolle spielten und als deren Stammsitz die Burg gilt. 1248 stellte Wilbirge, Tochter des Konrad Gall zu Gallenberg, eine Urkunde aus. Die früher gelegentlich verbreitete Annahme, Ortolf III. von Scherfenberg soll der Erbauer gewesen sein, ist schriftlich nicht belegt.
Anfang des 15. Jahrhunderts kam die Burg in den Besitz der von Sternberg, die es 1443 an die Habsburger verkauften. Mehrfach verpachtet oder verpfändet, konnte Jacob von Lemberg ab 1553 die Burg schlossartig ausbauen. Johan Weichars Vater, Bartholomäus Valvasor, erwarb 1640 die Herrschaft Gallenberg nebst Burg. 1661 an die Leuenburger veräußert, kauften 1677 die Klarissen von Ljubljana die Burg. Noch im selben Jahr konnten sich Kaspar von Lichtenturn in den Besitz bringen, den sie bis 1769 behielten. Schnell wechselnde Besitzverhältnisse sind für das 19. Jahrhundert kennzeichnend. Von der Mitte des 19. Jahrhunderts bis 1875 im Besitz einer Bergbau-Aktiengesellschaft, die die Burg als Kurheim nutzte, kam sie danach an weitere Privatbesitzer, wurde aber um 1900 aufgegeben.

## Beschreibung

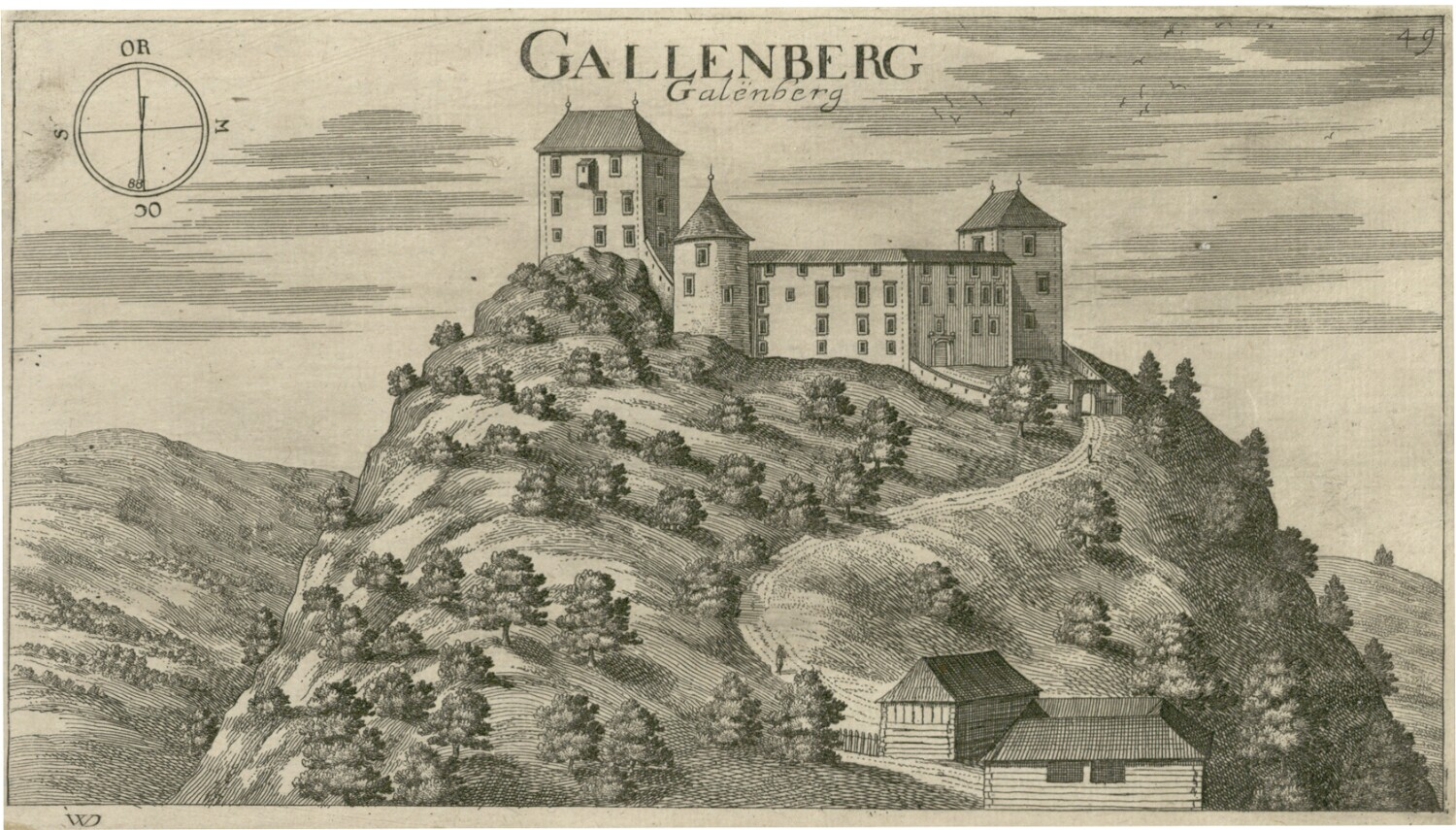
Schloss Gallenberg auf einem Kupferstich von Johann Weichard von Valvasor, 1689

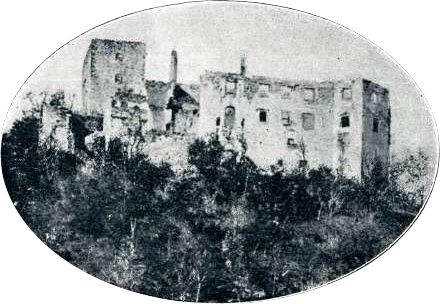
Die Burgruine 1915

Die Burg, von deren konkreten Aussehen nichts überliefert ist, wurde Mitte des 16. Jahrhunderts schlossartig ausgebaut, vermutlich auf den bestehenden Gebäuden. Der Stich von Johann Weichard von Valvasor vermittelt das damalige Aussehen, dessen Formen noch fast vollständig als Ruine um 1900 erhalten waren, aber dann schnell zerfielen.
Der ausgebaute abgeknickte mehrstöckige Palas war an einer Ecke durch einen erhöhten Rundturm geschützt. Der Aufgang zur Burg war ursprünglich durch einen quadratischen Bergfried gesichert. Mehrstöckige Außenmauerreste von Palas und große Teile des Bergfrieds sind noch erhalten. Auf der höchsten Erhebung des Berges stand eine Art Wohnturm oder Donjon mit rechteckigem Grundriss, in dem das älteste Gebäude vermutet werden kann. In der obersten Etage ist noch ein Aborterker zu sehen, wie er bei Burgen im Hochmittelalter üblich war. Reste des Donjons sind noch bis zur dritten Etage erhalten.
Unterhalb des Tordurchgangs sind Informationstafeln angebracht. Ein barockes Doppelwappen mit Spruchband ist in der Burgruine erhalten.